# Flustrellidra cervicornis
Flustrellidra cervicornis is een mosdiertjessoort uit de familie van de Flustrellidridae. De wetenschappelijke naam van de soort is voor het eerst geldig gepubliceerd in 1900 door Robertson.